# Sărulești (župa Buzău)
Sărulești je  obec v župě Buzău v Rumunsku. Žije zde přibližně 1 100 obyvatel. Součástí obce je i šest okolních vesnic.

## Části obce
- Sărulești – 408 obyvatel
- Cărătnău de Jos – 78 obyvatel
- Cărătnău de Sus – 34 obyvatel
- Goicelu – 178 obyvatel
- Sările-Cătun – 23 obyvatel
- Valea Largă-Sărulești – 219 obyvatel
- Valea Stânei – 128 obyvatel